# Pāvenār
Pāvenār (persiska: پاونار) är en ort i Iran.   Den ligger i provinsen Kermanshah, i den västra delen av landet, 500 km väster om huvudstaden Teheran. Pāvenār ligger 546 meter över havet och antalet invånare är 446.
Terrängen runt Pāvenār är huvudsakligen kuperad, men den allra närmaste omgivningen är platt.Runt Pāvenār är det ganska tätbefolkat, med 155 invånare per kvadratkilometer. Närmaste större samhälle är Sarpol-e Z̄ahāb, 2,1 km öster om Pāvenār. Trakten runt Pāvenār består till största delen av jordbruksmark.